# Leopoldinia
Leopoldinia är ett släkte av enhjärtbladiga växter. Leopoldinia ingår i familjen Arecaceae.
Kladogram enligt Catalogue of Life:
| Leopoldinia | \| \| Leopoldinia piassaba \| \| \| \| \| \| Leopoldinia pulchra \| \| \| \| |
|             | \| \| Leopoldinia piassaba \| \| \| \| \| \| Leopoldinia pulchra \| \| \| \| |
|             | Leopoldinia piassaba                                                         |
|             |                                                                              |
|             | Leopoldinia pulchra                                                          |
|             |                                                                              |